# دايفيد بارون
دايفيد بارون (بالإنجليزية: David Barron)‏ هو منتج أفلام بريطاني، ولد في 21 فبراير 1954 في Ipsden ‏ في المملكة المتحدة.

## وصلات خارجية
- دايفيد بارون على موقع IMDb (الإنجليزية)
- دايفيد بارون على موقع روتن توميتوز (الإنجليزية)
- دايفيد بارون على موقع قاعدة بيانات الفيلم (الإنجليزية)